# بورصة إيران فارا
شركة إيران فارا بورس ( IFB )، والمعروفة أيضًا بالعربية باسم فارا بورصة ، هي بورصة للأوراق المالية والأدوات المالية الأخرى في طهران ، إيران والتي تعمل تحت الإشراف الرسمي لهيئة الأوراق المالية والبورصات (SEO).
تعمل شركة إيران فارا بورس كمنظمة ذاتية التنظيم تحكم أنشطة وسطائها وأعضائها العاملين في الأوراق المالية (الأسهم و السندات و الصكوك السيادية). تأسست الشركة في 12 نوفمبر 2008 وبدأت معاملاتها رسميًا في أربعة قطاعات سوقية في 28 سبتمبر 2009. توفر سوقًا للأوراق المالية المدرجة وغير المدرجة. يوجد حاليًا 5 قطاعات للسوق، بما في ذلك السوق الأول، والسوق الثاني، والسوق الثالث، والسوق الأساسي، وسوق الأدوات المالية الحديثة. IFB هو عضو في اتحاد البورصات الأوروبية الآسيوية (FEAS) بالإضافة إلى منتدى أسواق الأوراق المالية للدول الأعضاء في منظمة التعاون الإسلامي (OIC). 
يعد تأسيس شركة إيران فارا بورصة إحدى الخطوات الرئيسية لتطوير سوق رأس المال في إيران وتنويع الأدوات المالية المتداولة في سوق الأوراق المالية. في عام 2013، بدأت شركة فارا بورصة في تقديم الصناديق المتداولة في البورصة[بحاجة لمصدر] وصناديق الاستثمار المتداولة العقارية في سبتمبر 2014.  أظهر مسح يعتمد على التقارير العامة السنوية والردود الواردة من 17 عضوًا في البورصة في عام 2018 أن قيمة التداول في بورصة إيران فارا بلغت حوالي 18,084.88 مليون يورو ، وهي ثاني أعلى قيمة بين جميع البورصات.  حدث ارتفاع كبير في قيمة التداول (الأسهم والدخل الثابت) في بورصة إيران فارا بحوالي 40.5%. ارتفعت القيمة السوقية في عام 2018 مقارنة بالمؤشر في عام 2017 بأكثر من 64٪.

## أنظر أيضاً
- المصرفية في إيران
- بورصة طهران

## روابط خارجية
- إيران فاربورس / الموقع الرسمي نسخة محفوظة 1 يوليو 2022 على موقع واي باك مشين.